# Ingi Vaher
Ingi Vaher

Link zum Bild

Ingi Vaher (* 31. Mai 1930 in Tallinn; † 24. Oktober 1999) war eine estnische Glaskünstlerin und Designerin.

## Leben und Werk
Sie war die Tochter von Sigrid Irene Uhs (1898–1989) und Johannes Vaher und hatte einen älteren Bruder, Hanno Vaher (1923–2006). Nach ihrem Abschluss an der Estnischen Kunstakademie (damals Nationales Kunstinstitut der Estnischen SSR) im Jahr 1955 arbeitete Ingi Vaher von 1955 bis 1965 als Graveurin und Entwerferin bei in der Glashütte Tarbeklaas. In den Jahren 1965 bis 1969 habilitierte sie im damaligen Leningrad. Zwischen 1966 und 1989 war Ingi Vaher leitende Beraterin für Industriedesign in der Industrieabteilung im Ministerrat der UdSSR. Sie war 1967 eine der Gründerinnen des Rates für Industriedesign in Estland, dessen Vorsitzende sie bis 1989 war.

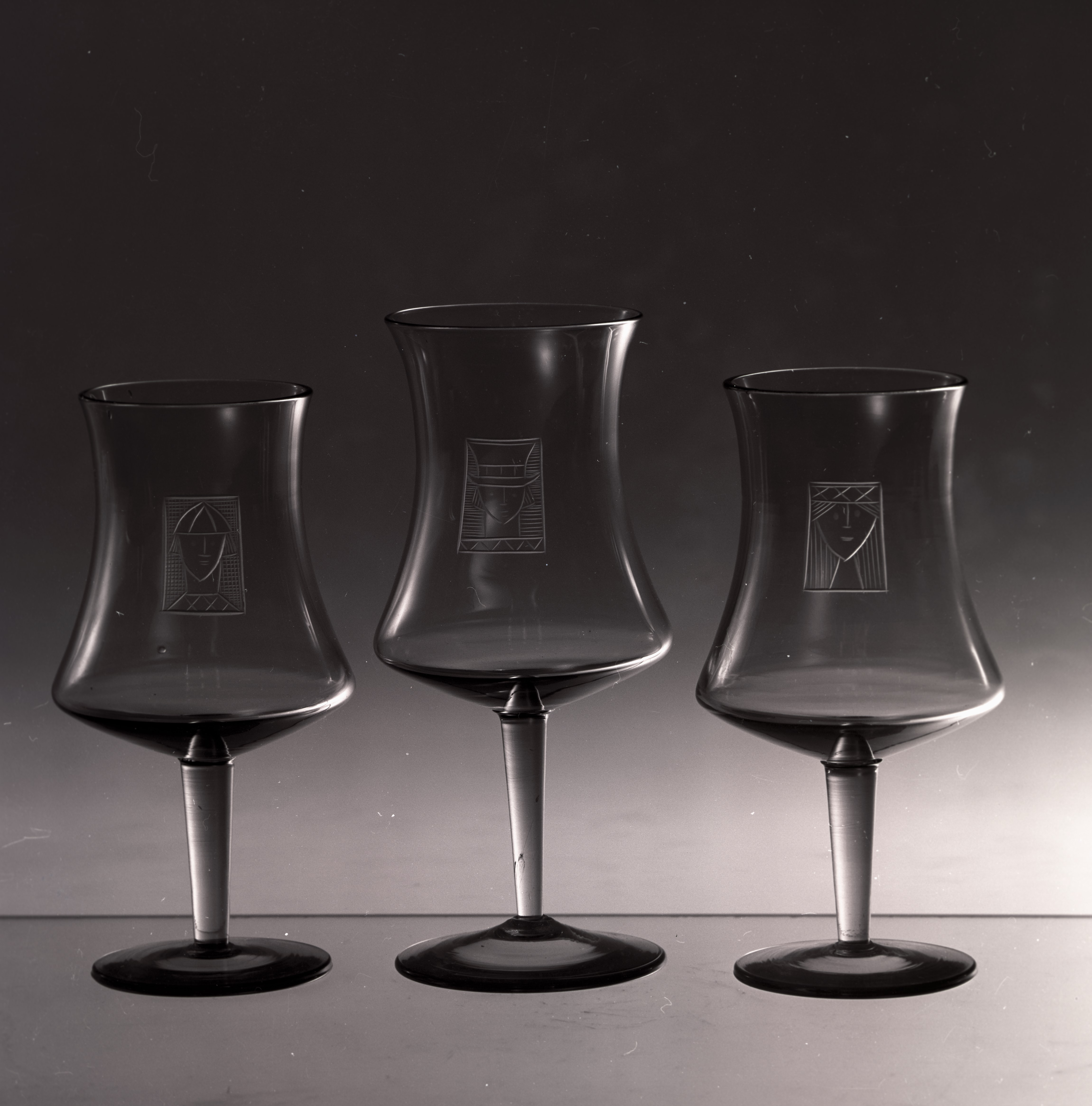
Souvenir-Gläser „Gesicht“, Ingi Vaher

Zusammen mit Helga Kõrge als leitender Künstlerin sowie Mirjam Maasikas, einer Kommilitonin am Nationalen Kunstinstitut der Estnischen SSR, bildete Ingi Vaher eine Gruppe innovativer Designerinnen, die das Tarbeklaas-Design ab Ende der 1950er Jahre prägten. Die Entwürfe für Rauchglas betonten klare, geometrische Formen und zeichneten sich durch Einfachheit aus. Zu Vahers Entwürfen gehörten eine Reihe von Vasen und Schalen aus frei geblasenen und heiß modelliertem Rauch- und Milchglas mit jeweils einzigartigen Formen und Dekoren. Sie entwarf Vasen und Geschirrsets, von denen die Kelchserien Tulp und Rita, das Likörset Koit aus den frühen 1960er Jahren und das Set Õun vom Ende des Jahrzehnts die Bekanntesten waren.
Ihr Grab befindet sich auf dem Alten Karlsfriedhof, Siselinna (K III, 3-7). Einige ihrer Werke finden sich im Tallinna Linnamuuseum (Stadtmuseum Tallinn) und im Estnischen Museums für angewandte Kunst und Design.

## Werke (Auswahl)
- frühe 1960er Jahre: krakleevaas (Craquelé-Vase),[7]
- 1960er Jahre: Niitdekooriga kauss (Schale mit Liniendekor), mundgeblasene, violette Glasschale[8]
- 1960er Jahre: Niitdekooriga vaasike (Vase mit Liniendekor), mundgeblasene, kleine Vase aus Rauchglas[9]
- In Produktion 1964–1969: Liud E-1008 (Platte E-1008), Glasplatte aus Pressglas[10]
- In Produktion 1972–1973: Lillevaas Krõõt (Blumenvase Krõõt), Blumenvase aus Rauchglas[11]
- Ohne Jahr: Likööriklaasid Koit (Likörgläser Koit), Gläsersatz[12]

## Ausstellungen
- 1960: Kunstausstellung zum 20-jährigen Bestehen der Estnischen SSR, Kunsthalle Tallinn[13]
- 1962: Ausstellung für angewandte Kunst der Estnischen SSR. Kunsthalle Tallinn[13]
- 1964: Ausstellung der Estnischen SSR für angewandte Kunst, Kunsthalle Tallinn[13]
- 1966: Neue Kreationen von Industriedesignern, Kunstsalon Tallinn[13]
- 1966: Angewandte Kunst in Estland, Kunstgewerbemuseum Prag[13]
- 1966: Ausstellung der Estnischen SSR für angewandte Kunst, Kunstmuseum Tartu[13]
- 1966: Angewandte Kunst in Estland, Haus der tschechoslowakisch-sowjetischen Freundschaft, Slowakei[13]
- 1968: Estnische Grafik und angewandte Kunst, Neue Nationalgalerie, Berlin[13]
- 1972: Republikanische Ausstellung für junge Künstler 1972, Kunsthalle Tallinn[13]
- 2015: Ausstellung zum 85. Geburtstag, Glaswaren aus der Zeit von 1955 bis 1974, Glashütte Olustvere, Viljandimaa[4][14]
- 2016: Kohalik ilu: Tarbeklaas (Lokale Schönheit: Glasfabrik Tarbeklaas), Estnisches Museum für angewandte Kunst und Design[15]

## Schriften
- Mõtisklusi tööstuskunstist (Überlegungen zum Industriedesign), Kunst, 1964, Nr. 1, S. 27–30.[13]